# Keno Verseck
Keno Verseck (* 1. Februar 1967 in Rostock) ist ein deutscher Journalist.

## Leben
Keno Verseck wuchs in der Deutschen Demokratischen Republik auf, die er 1984 verließ. Seit 1991 berichtet Verseck als freier Journalist über mittel- und südosteuropäische Länder mit Schwerpunkt Ungarn und Rumänien, wo er 1991 bis 2000 als Korrespondent in Budapest, Bukarest, Cluj-Napoca, Brașov und Miercurea Ciuc tätig war, sowie über Wissenschaftsthemen wie Astronomie, Astrophysik und Raumfahrt für deutsch- und rumänischsprachige Zeitungen, Radio- und Fernsehsender. Seit 2000 reiste er von Deutschland aus regelmäßig für Recherchen nach Mittel- und Südosteuropa.
Seine Publikationen erschienen unter anderem auf dem Netzwerk für Osteuropa-Berichterstattung, in die Tageszeitung, Berliner Zeitung, Der Standard, Frankfurter Allgemeine Zeitung, Spiegel Online, Die Zeit und Technology Review. Seine Berichte wurden unter anderem vom Deutschlandfunk, vom Westdeutschen Rundfunk, der BBC und der Deutschen Welle gesendet.

## Auszeichnungen
- Otto-von-Habsburg-Preis der Europäischen Vereinigung von Tageszeitungen in Minderheiten- und Regionalsprachen (MIDAS), 2013[2]
- Journalistenpreis der Südosteuropa-Gesellschaft, 2021

## Buchveröffentlichungen
- Rumänien, C.H. Beck Verlag, 3. Auflage, 2007, ISBN 3-40655-835-6, 226 S.